# Richard Feynman
Richard Phillips Feynman (Nova Iorque, 11 de maio de 1918 — Los Angeles, 15 de fevereiro de 1988) foi um físico teórico norte-americano do século XX, foi um dos pioneiros da eletrodinâmica quântica e ficou conhecido pelos seus trabalhos no ramo da formulação integral da mecânica quântica. Pelas suas contribuições para o desenvolvimento da eletrodinâmica quântica, Feynman recebeu o Nobel de Física em 1965 junto ao Julian Schwinger e Shin'ichiro Tomonaga. É irmão mais velho da astrofísica Joan Feynman.

## Biografia
Nasceu em Nova Iorque e cresceu em Far Rockaway. Desde criança demonstrava facilidade com ciências e matemática. Cursou física no Instituto de Tecnologia de Massachusetts onde, graças a John Clarke Slater, Julius Adams Stratton e Philip McCord Morse, além de outros professores, era devidamente conceituado.
Na graduação, em colaboração com Manuel Sandoval Vallarta, publicou um artigo sobre os raios cósmicos. Outro artigo foi publicado no mesmo ano, creditado somente a Feynman, versando sobre forças moleculares.
Adicionalmente a seus trabalhos sobre física teórica, Feynman foi pioneiro na área de computação quântica, introduzindo o conceito de nanotecnologia, no encontro anual da Sociedade Americana de Física, em 29 de dezembro de 1959, em sua palestra sobre o controle e manipulação da matéria em escala atômica. Defendeu a hipótese de que não existe qualquer obstáculo teórico à construção de pequenos dispositivos compostos por elementos muito pequenos, no limite atômico, nem mesmo o princípio da incerteza.
Pós-graduado no Instituto de Estudos Avançados de Princeton, do qual participou Albert Einstein. Lá, fica sob a supervisão de John Archibald Wheeler, com o qual cria uma teoria de eletrodinâmica clássica equivalente às equações de Maxwell. No seu trabalho, desenvolve a eletrodinâmica quântica, onde utiliza o método da integral de caminho. Participa também do projeto Manhattan.
Torna-se professor da Universidade de Cornell e em seguida do Instituto de Tecnologia da Califórnia (Caltech), onde atuou como professor por 35 anos e ministrou 34 cursos, sendo 25 deles cursos de pós graduação avançados, os demais cursos eram, basicamente, introdutórios de pós graduação, salvo o curso de iniciação à física ministrado para alunos dos 1° e 2° anos durante os anos de 1961-1962 e 1962-1963, cursos que originaram uma de suas mais conceituadas obras, o Feynman Lectures on Physics publicado originalmente em 1963. Dois anos depois, em 1965, Feynman recebeu o Nobel de Física por seu trabalho na eletrodinâmica quântica. Além disso, foi um dos primeiros cientistas a propor a ideia de computação quântica e participou da comissão que investigara o acidente do ônibus espacial Challenger, ocorrida em 28 de janeiro de 1986.

## Morte
Feynman tinha duas formas raras de câncer, liposarcoma (linfoma) e macroglobulinemia de Waldenström, morrendo logo após uma última tentativa de cirurgia em 15 de fevereiro, 1988, aos 69 anos de idade. Suas últimas palavras foram registradas como: "Eu odiaria morrer duas vezes. É tão tedioso."

## Contribuições à física
A maior contribuição de Feynman à Física foi o desenvolvimento da eletrodinâmica quântica, a qual foi desenvolvida paralelamente por Julian Schwinger e Sin-Itiro Tomonaga. Nela, utiliza o método da integral de caminho. Também trabalhou na superfluidez do hélio líquido.
Na década de 1950, Feynman trabalhou na teoria das interações fracas, e nos anos 1960, ele trabalhou na teoria das interações fortes. Durante uma de suas famosas conferências em Caltech nos 1960s, Feynman concluiu que devido à dilatação do tempo, o núcleo da terra é realmente mais novo do que sua crosta, uma diferença que sugeria provavelmente "um ou dois dias". Esse "fato" foi citado em vários artigos de outros físicos - e até mesmo em manuais universitários, mas ninguém se preocupou em investigar se a estimativa de Feynman era realmente verdadeira. Uma equipe de físicos da Dinamarca descobriu que, desde que nosso planeta veio à existência, o tempo no núcleo tem ficado atrás do tempo na superfície por frações de segundo, em torno de 0,0000000003 de segundo, ao longo da vida da Terra acumulou-se a uma diferença de idade de 1,5 anos. Quando as diferenças de densidade do núcleo e da superfície foram consideradas, esta diferença de idade foi ajustada para 2,5 anos.

## Experiência no Brasil
No começo da década de 1950, Feynman se interessa pela América do Sul e foi lecionar como convidado de Jayme Tiomno no Centro Brasileiro de Pesquisas Físicas no Rio de Janeiro. Entre 1951 e 1952, Feynman passou vários meses no Brasil e sua estada é relatada no capítulo "O americano, outra vez!" do seu Livro “O senhor está brincando, Sr. Feynman!”. Entre outros assuntos, descreve sua divertida experiência com o povo brasileiro, com a língua portuguesa e com a música (percussão e samba). No final do capítulo se utilizou da experiência que teve com seus alunos e suas falhas durante o aprendizado para fazer uma crítica ao método de aprendizado por meio da memorização mecânica em vez de usar o raciocínio.

## Cultura popular
No filme para TV da BBC
Ônibus Espacial Challenger, foi interpretado por William Hurt.

## Leitura
- Livro: "O senhor está brincando, Sr. Feynman!"; Richard P. Feynman; tradução do original em inglês, "Surely You're Joking, Mr. Feynman!", publicado no Brasil pela Editora Elsevier; Rio de Janeiro; 2006.
- Livro: "O Arco-iris de Feynman"; Leonard Mlodinow, publicado no Brasil pela Editora Sextante; 2005
- Livro: "Física em 12 Lições: Fáceis e Não tão Fáceis"; Richard P. Feynman.

Em Portugal, escritos por Richard Feynman
- Livro: "O que é uma lei física?", Gradiva.
- Livro: "Uma tarde com o senhor Feynman", Gradiva.
- Livro: "O prazer da descoberta", Gradiva.
- Livro: "O Significado de Tudo", Gradiva.
- Livro: "QED", Gradiva.
- Livro: "Nem sempre a brincar, Sr. Feynman", Gradiva.
- Livro: "Deve estar a brincar, Sr. Feynman!", Gradiva.